# Ludovico Söderström
Carl Ludvig (Ludovico) Söderström, född 21 juni 1843 i Tryserums socken, död 4 juli 1927 i Quito, Ecuador, var en svensk-ecuadoriansk naturforskare. köpman och konsul.
Ludovico Söderström var son till mjölnaren Per Erik Söderström och Anna Maria Jonsdotter. I sin ungdom var han betjänt hos en grevlig familj Gyldenstolpe, av vilken en medlem ingick äktenskap med den brittiske diplomaten Sir Audley Gosling. När denne utnämndes till brittisk minister i Guatemala följde Söderström med dit. Därifrån kom han 1868 till Ecuador. Under en följd av år var han verksam som affärsman i Quito och grundade där bland annat en skofabrik, vilken inbringade honom en betydande förmögenhet. Genom omfattande resor förvärvade han en grundlig kännedom om sitt nya hemland, och "Don Ludovico", som han vanligen kallades, vann snart anseende som en av landets främsta personligheter. Han fick även förtroende från en rad främmande regeringar. När den brittiska legationen i Quito drogs in, blev Söderström avlönad brittisk konsul där. Han innehade befattningen till 1911, då han utnämndes till svensk konsul i Quito. Dessutom fungerade han under kortare perioder som USA:s chargé d'affaires i Ecuador, representerade tidvis även Paraguay samt ordnade på kinesiska regeringens uppdrag mellanhavanden mellan Kina och Ecuador. 
Främst blev Söderström hågkommen som naturvetare. Med råd och dåd understödde han naturforskare som besökte Ecuador. Han var även själv naturforskare och jägare, bland annat var skicklig på att hantera blåsrör. Inte mindre än 38 gånger skall han ha bestigit Pichincha. Genom de zoologiska samlingar som han donerade till museer i olika länder bidrog han i hög grad till kännedomen och Ecuadors fauna. Till Riksmuseet skickade han under många år en mängd samlingar av såväl fåglar som däggdjur, många nya arter och andra sällsynta eller märkliga exemplar.